# Маврицийско фоди
Маврицийско фоди (Foudia rubra) е вид птица от семейство Ploceidae. Видът е застрашен от изчезване.

## Разпространение
Видът е разпространен в Мавриций.